# 殺手寓言
《殺手寓言》是南勝久繪畫的日本漫畫作品，講談社出版，2014年11月開始在《週刊Young Magazine》49號連載，2017年獲得第41回一般部門的講談社漫畫獎。2022年在講談社主辦由全國書店店員投票遴選「有趣且值得推薦的漫畫作品」的獎項「講談社真心推薦！漫畫展2022（日语：講談社ガチ！マンガフェア2022）」榜上有名。
由岡田准一主演、木村文乃、山本美月共演的真人電影於2019年6月21日在日本上映。
電視動畫於2024年4月7日播放。

## 故事簡介
在現代東京，有著一位擁有傳說般的實力而被人們冠以「寓言」之名的殺手Fable。這個男人自小被Boss訓練殺人技巧，和搭檔的女性共同完成了許多任務。但是，害怕他的真實身份暴露的Boss向他下達了指令，要求他去大阪居住一年，在此期間不可以殺人，要作為普通人展開和平的生活。於是他化名成為佐藤明，作為普通人開始了在大阪的生活。

## 登場角色

### 主要人物
佐藤明／寓言（聲優：興津和幸；演員：岡田准一）
本作主人公，假名「佐藤明」，從6歲起便接受殺手訓練。在故事中登場的時候已經總計殺死了71人，但平時的性格卻很溫厚，在工作之外不會無故殺生。擁有「無論怎樣的敵人都可以在6秒之內擊殺他」的技術。接受Boss的指示移居大阪之後，在清水岬的介紹之下，在一間設計公司「Octopus」中打雜，最初的時薪只有800日元，後來因為有特別的繪畫技能(雖然不好看，但十分有趣)所以升為900日元，及後升至1000。平時沒有太多表情的他，唯獨只有看搞笑藝人「Jackall富岡」的節目時會大笑。
佐藤洋子（聲優：澤城美雪；演員：木村文乃）
明的搭檔，假名「佐藤洋子」。10歲時因為火災而失去了雙親，之後受到Boss的教導，1年前開始作為明的司機為他提供支持。之後接到Boss的指示，偽裝成明的妹妹和他一同移居大阪。喜愛喝酒，休業期間以戀愛為目標，享受在和各種男人的約會與酒場之間。雖然平時對佐藤頗多微言，但每次事無大小也會幫助他。
清水岬（聲優：花澤香菜；演員：山本美月）
22歲，在明的公寓附近獨身居住的女性，通稱「小岬（ミサキ）」。夢想是還完父母欠下的債之後可以開一間自己的店。為了賺錢，她在Octopus之外還在其他地方同時打著好幾份工，所以經常狂奔於工作場所之間。曾經做過寫真偶像的工作。在佐藤明被混混們襲擊時和他初次相遇，之後向正在找工作的明介紹了「Octopus」。差點被真黑組的小島脅逼而賣淫，但得到明化身寓言相救。對於明和洋子來説是特別的存在，而「Octopus」田高田社長察覺到她喜歡明，屢次想撮合兩人。事後被組織的人綁架意外得知明的真實身份，明後來為了她也決定退出組織。第一部結尾明娶她為妻，並解決她的財務困難。

### 真黑組
和Boss有關的暴力組織。
濱田廣志（聲優：石井康嗣；演員：光石研）
真黑組第四代組長。對外的身份是明和洋子的“遠房親戚”。
海老原剛士（聲優：大塚明夫；演員：安田顯）
真黑組的若頭。除組長之外唯一一位瞭解寓言詳細情況的人。起初討厭佐藤兄妹想將兩人趕走，但被濱田組長懲戒後便對兩人友善，平常相當照顧明以及洋子，而且認為自己這般的黑道不應接近岬這類認真生活的人。委託明制止小島經營風俗業。濱田社長被殺害後接任第五代組長。
黑鹽遼（聲優：岩崎諒太；演員：井之脇海）
真黑組年輕的中堅組員。通稱「小黑（クロ）」。因見識佐藤明身為職業殺手的技術，因而相當崇拜他。曾經介紹清水岬各式各樣的工作，卻差點讓小岬被小島盯上。
小島賢治（聲優：津田健次郎；演員：柳樂優彌）
海老原小弟。因爲殺人而在監獄服刑15年。性格十分好戰。出獄後想開一間風俗店，但海老原卻想讓他做正當生意。後因海老原住院期間趁機實施計劃，並盯上清水岬，想將她强行招募入店。失敗後被明帶回給海老原，後來被海老原所殺。
砂川宗一（聲優：高橋耕次郎；演員：向井理）
真黒組幹部。

### 設計公司「Octopus」
佐藤明所工作的設計公司。
田高田健二郎（聲優：大西健晴；演員：佐藤二朗）
「Octopus」社長。喜歡喝酒，性格愛管閑事，十分賞識佐藤明，知曉清水岬喜歡佐藤明，屢次想撮合兩人。
貝沼悦司（聲優：朝比奈拓見；演員：井下好井）
「Octopus」設計師。喜歡清水岬，實際上是名變態，潛入到清水岬的家中，佐藤明知曉他的秘密但沒揭穿他。後來被宇津帆玲等人發現他在清水岬家中安裝針孔相機於是向家人敲詐，在心灰意冷時企圖殺害清水岬，隨後被佐藤即時發現而擊倒他救下清水岬，雖然趁隙逃脫但卻被宇津帆玲等人綁架，在試圖再度逃脫時卻意外跌落山谷而死。

### 組織「寓言」
佐藤明所屬的殺手組織。
Boss（聲優：小村哲生；演員：佐藤浩市）
本名不詳，組織的負責人。領回明和洋子之後對他們提供殺手指導。

### 宇津帆一夥人
宇津帆玲／川平浩一（聲優：藤真秀；演員：堤真一）
太平信用調查所的經營者。曾是佐藤的暗殺目標，後來被佐佐木殺害。
佐羽雛子（聲優：安濟知佳；演員：平手友梨奈）
宇津帆的同居人。曾是逃家少女，家人被川平浩一殺害，但是川平浩一卻隱瞞事實而收養她，將她當成泄慾工具。曾經目睹佐藤明殺害川平浩一的弟弟，由於佐藤明當時戴頭套行凶，因此雛子不知道明是當年的殺手，隨後卻發生車禍而行動不便。川平浩一為了殺害明於是向雛子謊稱明殺害她的父母，反而被雛子識破他才是真兇。最後川平浩一被佐佐木殺害後由他護送雛子回家鄉。山岡事件後由佐佐木告知經過復健後雛子可以正常行走。
鈴木健一／佐佐木（聲優：子安武人；演員：安藤政信）
宇津帆僱用的殺手。使用Mk 22 Mod 0「斃狗者」的手槍，識破「佐藤兄妹」是寓言後與川平皓一將兩人除掉，卻被兩人打敗，見到川平浩一打算犧牲佐羽雛子後選擇倒戈。山岡事件亦有幫忙佐藤兄妹。
井崎誠（聲優：金光祥浩；演員：黑瀨純）
宇津帆的部下。

### 其他人物
酒吧老闆（聲優：一條和矢；演員：六角精兒）
本名不詳。
河合裕樹（聲優：梶裕貴；演員：藤森慎吾）
酒吧常客。
Jackall富岡（聲優：福島潤；演員：宮川大輔）
搞笑藝人。

## 出版書籍
| 卷數 | 講談社        | 講談社                 | 玉皇朝         | 玉皇朝                 | 尖端出版       | 尖端出版               |
| 卷數 | 發售日期      | ISBN                   | 發售日期       | ISBN                   | 發售日期       | ISBN                   |
| ---- | ------------- | ---------------------- | -------------- | ---------------------- | -------------- | ---------------------- |
| 1    | 2015年3月6日  | ISBN 978-4-06-382563-3 | 2017年7月28日  | ISBN 978-988-8436-47-7 | 2022年2月17日  | ISBN 978-626-316-396-6 |
| 2    | 2015年6月5日  | ISBN 978-4-06-382613-5 | 2017年10月2日  | ISBN 978-988-8436-58-3 | 2022年2月17日  | ISBN 978-626-316-397-3 |
| 3    | 2015年9月4日  | ISBN 978-4-06-382666-1 | 2019年9月18日  | ISBN 978-988-8584-60-4 | 2022年4月18日  | ISBN 978-626-316-572-4 |
| 4    | 2015年12月4日 | ISBN 978-4-06-382713-2 | 2019年11月8日  | ISBN 978-988-8584-79-6 | 2022年4月18日  | ISBN 978-626-316-573-1 |
| 5    | 2016年3月4日  | ISBN 978-4-06-382745-3 | 2020年11月10日 |                        | 2022年5月31日  | ISBN 978-626-316-821-3 |
| 6    | 2016年6月6日  | ISBN 978-4-06-382796-5 | 2021年1月27日  |                        | 2022年5月31日  | ISBN 978-626-316-822-0 |
| 7    | 2016年9月6日  | ISBN 978-4-06-382847-4 | 2021年3月27日  |                        | 2022年6月17日  | ISBN 978-626-316-919-7 |
| 8    | 2016年12月6日 | ISBN 978-4-06-382887-0 | 2021年3月27日  |                        | 2022年6月17日  | ISBN 978-626-316-920-3 |
| 9    | 2017年3月6日  | ISBN 978-4-06-382932-7 | 2021年6月11日  | ISBN 978-988-8742-53-0 | 2022年7月15日  | ISBN 978-626-338-051-6 |
| 10   | 2017年6月6日  | ISBN 978-4-06-382975-4 | 2021年7月19日  |                        | 2022年7月15日  | ISBN 978-626-338-052-3 |
| 11   | 2017年9月6日  | ISBN 978-4-06-510154-4 | 2021年9月18日  | ISBN 978-988-8742-76-9 | 2022年8月17日  | ISBN 978-626-338-209-1 |
| 12   | 2017年12月6日 | ISBN 978-4-06-510530-6 | 2021年10月25日 | ISBN 978-988-8742-83-7 | 2022年9月8日   | ISBN 978-626-338-388-3 |
| 13   | 2018年3月6日  | ISBN 978-4-06-511090-4 | 2021年11月19日 |                        | 2023年4月19日  | ISBN 978-626-338-489-7 |
| 14   | 2018年6月6日  | ISBN 978-4-06-511622-7 | 2022年1月7日   | ISBN 978-988-8789-08-3 | 2023年5月16日  | ISBN 978-626-338-626-6 |
| 15   | 2018年9月6日  | ISBN 978-4-06-512822-0 | 2022年1月7日   | ISBN 978-988-8783-24-3 | 2023年5月16日  | ISBN 978-626-338-795-9 |
| 16   | 2018年12月6日 | ISBN 978-4-06-513841-0 | 2022年1月22日  | ISBN 978-988-8783-25-0 | 2023年6月19日  | ISBN 978-626-356-031-4 |
| 17   | 2019年3月6日  | ISBN 978-4-06-515397-0 | 2022年3月12日  | ISBN 978-988-8783-48-9 | 2023年8月17日  | ISBN 978-626-356-941-6 |
| 18   | 2019年6月6日  | ISBN 978-4-06-516126-5 | 2022年3月12日  | ISBN 978-988-8783-49-6 | 2023年11月17日 | ISBN 978-626-377-362-2 |
| 19   | 2019年9月6日  | ISBN 978-4-06-516938-4 | 2022年4月13日  | ISBN 978-988-8783-65-6 | 2024年3月14日  | ISBN 978-626-377-676-0 |
| 20   | 2019年12月6日 | ISBN 978-4-06-517853-9 | 2022年5月28日  | ISBN 978-988-8783-66-3 | 2024年5月15日  | ISBN 978-626-377-832-0 |
| 21   | 2020年3月6日  | ISBN 978-4-06-518813-2 | 2022年6月14日  | ISBN 978-988-8783-69-4 | 2024年6月20日  | ISBN 978-626-377-936-5 |
| 22   | 2020年6月5日  | ISBN 978-4-06-519984-8 | 2022年6月14日  | ISBN 978-988-8783-70-0 | 2024年10月16日 | ISBN 978-626-403-237-7 |

殺手寓言 The second contact
| 卷數 | 講談社        | 講談社                 | 玉皇朝         | 玉皇朝                 | 尖端出版      | 尖端出版               |
| 卷數 | 發售日期      | ISBN                   | 發售日期       | ISBN                   | 發售日期      | ISBN                   |
| ---- | ------------- | ---------------------- | -------------- | ---------------------- | ------------- | ---------------------- |
| 1    | 2021年11月5日 | ISBN 978-4-06-525838-5 | 2024年3月14日  | ISBN 978-988-8873-62-3 | 2025年3月12日 | ISBN 978-626-403-634-4 |
| 2    | 2022年2月4日  | ISBN 978-4-06-526825-4 | 2024年10月30日 | ISBN 978-988-8902-02-8 | 2025年5月28日 | ISBN 978-626-403-838-6 |
| 3    | 2022年5月6日  | ISBN 978-4-06-522794-2 | 2024年11月20日 | ISBN 978-988-8908-03-5 | 2025年7月9日  | ISBN 978-626-434-099-1 |
| 4    | 2022年8月5日  | ISBN 978-4-06-528811-5 | 2025年1月17日  | ISBN 978-988-8908-47-9 |               |                        |
| 5    | 2022年11月4日 | ISBN 978-4-06-529751-3 | 2025年3月31日  | ISBN 978-988-8908-48-6 |               |                        |
| 6    | 2023年2月6日  | ISBN 978-4-06-530708-3 | 2025年6月20日  | ISBN 978-988-8939-02-2 |               |                        |
| 7    | 2023年5月8日  | ISBN 978-4-06-531689-4 | 2025年7月7日   | ISBN 978-988-8939-03-9 |               |                        |
| 8    | 2023年8月4日  | ISBN 978-4-06-532657-2 | 2025年8月13日  | ISBN 978-988-8939-18-3 |               |                        |
| 9    | 2023年11月6日 | ISBN 978-4-06-533625-0 |                |                        |               |                        |

殺手寓言 The third secret
| 卷數 | 講談社       | 講談社                 | 玉皇朝   | 玉皇朝 | 尖端出版 | 尖端出版 |
| 卷數 | 發售日期     | ISBN                   | 發售日期 | ISBN   | 發售日期 | ISBN     |
| ---- | ------------ | ---------------------- | -------- | ------ | -------- | -------- |
| 1    | 2025年6月6日 | ISBN 978-4-06-539858-6 |          |        |          |          |
| 2    | 2025年9月5日 | ISBN 978-4-06-540871-1 |          |        |          |          |

## 電視動畫

### 主題曲
片頭曲
「Professionalism」（第1~13話）
主唱：ALI feat. 般若
作詞：LEO、般若，作曲：LEO
「Switch」（第14~25話）
主唱：梅田Cypher
作詞：KZ、KennyDoes、peko、teppei、R-指定、KOPERU、ILL SWAG GAGA、KBD、Cosaqu，作曲：Cosaqu
片尾曲
「Odd Numbers」（第1~13話）
主唱：梅田Cypher
作詞：KennyDoes、teppei、Cosaqu、KZ、KOPERU、DMB，作曲：BACHLOGIC、梅田Cypher
「BEYOND」（第14~25話）
主唱：ALI feat. MaRI
作詞：LEO、MaRI，作曲：LEO
插曲
「（濱乃屋莊三）」（第13話）
主唱：真行寺貴秋，作詞：南勝久，作曲：渡邊峻治

### 各話列表
| 話數   | 日文標題 | 中文標題               | 劇本       | 分鏡                  | 演出                  | 作畫監督 | 總作畫監督                                                                    | 首播日期      |
| ------ | -------- | ---------------------- | ---------- | --------------------- | --------------------- | --- | ----------------------------------------------------------------------------- | ------------- |
| 第1話  |          | 搬家                   | 高島雄哉   | 龜井隆                | 松井信太郎            | 内田裕、 八木元喜、齊藤格、中澤勇一 、興村忠美、林隆祥 | 大下久馬、齊藤格、江本正弘 丸山修二、                                         | 2024年 4月6日 |
| 第2話  |          | 美好的夜晚             | 高島雄哉   | 寺田和男              | 又野弘道              | 涉谷一彦、高橋信也、小林冴子 瀨尾康博、中西浩司、Park Gi-deok Go Yu-il、Kim Bong-deok、Kim Hyeon-gyeong Jeong Hyeon-su、Jo Mi-jeong、Kim Hee-jeong             | 大下久馬、長谷川早紀、齊藤格、 丸山修二、杉野昭夫                             | 4月13日       |
| 第3話  |          | 捉迷藏                 | 高島雄哉   | 中島大輔              | 中島大輔              | Hwang Young-Sik、Hong Mi-Gyeong Lee Gyeoung-Soon、Park Soo-In                                                                                                  | 大下久馬、齊藤格、江本正弘 丸山修二、                                         | 4月20日       |
| 第4話  |          | 談論生命               | 森田真由美 | 寺田和男              | 野亦則行              | 涉谷一彦 | 不適用                                                                        | 4月27日       |
| 第5話  |          | 你有沒有認真聽我說啊？ | 高島雄哉   | 中島大輔              | 中島大輔              | 丸山修二、高橋信也、瀨尾康博、興村忠美 、、Kim Bong-deok Sin Sung-min、Go Yu-il、Park Gi-deok                                                                  | 杉野昭夫、大下久馬                                                            | 5月4日        |
| 第6話  |          | 祝賀出獄               | 高島雄哉   | 外川慶                | 龜井隆                | Hwang Young-Sik、Hong Mi-Gyeong Lee Gyeoung-Soon、Goo Gyeung-Ok 高橋信也、、瀨尾康博、吉村昌輝                                                                 | 杉野昭夫、大下久馬 江本正弘、丸山修二                                         | 5月11日       |
| 第7話  |          | 現實主義♡              | 高島雄哉   | 寺田和男              | 黑澤麗                | 柳野隆男、高橋信也 南伸一郎、 森悅史、無錫櫻花卡通有限公司 24FPS、Studio EverGreen                                                                             | 杉野昭夫、長谷川早紀 丸山修二、江本正弘                                       | 5月18日       |
| 第8話  |          | 但是但是，什麼啊♪      | 森田真由美 | 寺田和男              | 蟹久保朱真            | 山縣、八木元喜 林隆祥、高橋信也、瀨尾康博 | 大下久馬、江本正弘 丸山修二、木崎英春                                         | 5月25日       |
| 第9話  |          | 難道是殺手……           | 森田真由美 | 佐藤雄三              | 又野弘道              | 山縣、瀨尾康博、LEE MIN-BAE | 丸山修二                                                                      | 6月1日        |
| 第10話 |          | 陽台上的怪人……         | 高島雄哉   | 松井信太郎            | 松井信太郎            | 瀨尾康博、山縣、吉村昌輝 Sin Seong min、Go Yu il、Kim Hee jeong Jo Mi jeong、Park Jae seok、Kim Bong deok                                                      | 大下久馬、丸山修二、齊藤格 、長谷川早紀                                       | 6月8日        |
| 第11話 |          | 命運的一天是也♪        | 高島雄哉   | 寺田和男              | 山本隆太              | 山縣、高橋信也 今井直人、Kim Bong-deok Kim Hyeon-gyeong、Kim Hui-jeong Park Jae-seok                                                                           | 大下久馬、江本正弘 丸山修二、齊藤格、木崎英春                                 | 6月15日       |
| 第12話 |          | 上面是上面——。         | 高島雄哉   | 中島大輔              | 吉田徹                | 山縣、八木元喜、林隆祥、高橋信也 瀨尾康博、古佐小吉重、小林冴子 野口征恒、、 Park Gi-deok、Kim Hee-jung、Hwang Young-sik                                       | 大下久馬、江本正弘 丸山修二、涉谷一彦                                         | 6月22日       |
| 第13話 |          | 大哥……大哥……。         | 森田真由美 | 寺田和男              | 小林彩夏              | 八木元喜、高橋信也、吉村昌輝 Go Yu-il、Kim Hyeon-gyeong、Park Mi-hyeon Sin Sung-min、Yeon Ji-hye、Jo Mi-jeong                                                  | 杉野昭夫、大下久馬                                                            | 6月29日       |
| 第14話 |          | 喜歡的哥哥！！         | 森田真由美 | 中島大輔              | 龜井隆                | 山縣、高橋信也、趙越、劉婷 麻糬、大樹、箱子、楊曉偉 | 杉野昭夫、長谷川早紀 丸山修二                                                 | 7月6日        |
| 第15話 |          | 難道是生存……。         | 高島雄哉   | 寺田和男              | 神山翔太郎            | 八木元喜、吉村昌輝 Go Yu-il、Kim Hyeon-gyeong Kim Hee-jeong、Park Mi-hyeon、Shin Seong-min Yeon Ji-hye、Cho Mi-jeong、Hwang Mi-jeong                           | 大下久馬、長谷川早紀 丸山修二                                                 | 7月13日       |
| 第16話 |          | 下山的男人……。         | 高島雄哉   | 中村路之將            | 中村路之將            | 中村路之將、LEE MIN-BAE、KIM HEE-GANG Park Gi-deok、Seo Soon-young、興村忠美                                                                                   | 中村路之將                                                                    | 7月20日       |
| 第17話 |          | 宇津帆玲…。            | 森田真由美 | 松井信太郎            | 松井信太郎            | 山縣、八木元喜、吉村昌輝 Shin Sung-min、Ko Yu-il、Kim Hee-jung Cho Mi-jeong、Park Jae-seok Hwang Mi-jeong、Han Seong-jin                                       | 大下久馬、長谷川早紀 丸山修二、涉谷一彦 齊藤格                                | 7月27日       |
| 第18話 |          | 干一杯……。             | 森田真由美 | 龜井隆                | 龜井隆                | 山縣、Im Jin-uk Shin Seung-sook、Bae Jae-un Seo Soon-young、Park Ki-duk Kim Seong-beom、Kim Da-bin Yeon Ji-hye、Kim Hong-ik VUTH SOV ANTHIDA、METH SORIYA      | 杉野昭夫、大下久馬 丸山修二、澀谷一彥                                         | 8月3日        |
| 第19話 |          | 謊言與謊言…。          | 高島雄哉   | 寺田和男              | 鈴木卓夫              | LEE MIN-BAE、KIM HEE-GANG、古佐小吉重 山縣、吉村昌輝、趙越 | LEE MIN-BAE、大下久馬 丸山修二、江本正弘 齊藤格                               | 8月17日       |
| 第20話 |          | 24小時…。              | 高島雄哉   | 寺田和男              | 神山翔太郎            | 八木元喜、吉村昌輝、Hwang Mi-jeong Sin Seong min、Park Jae-seok、Han Seung-jin Seo Soon-yeong、Go Yu-il、Kim Hee-jeong Jo Mi-jeong、Park Mi-hyeon              | 大下久馬、澀谷一彥 丸山修二、江本正弘 山縣、Park Gi-deok                      | 8月24日       |
| 第21話 |          | 惡黨們的ABC            | 森田真由美 | 吉田徹                | 吉田徹                | 山縣、八木元喜 高橋信也、瀨尾康博 興村忠美、吉村昌輝 今井直人、LEE MIN-BAE KWON YONG-SANG、趙越、劉婷 楊曉偉、麻糬、大樹、箱子 、lolroute、One Order、育鬆動畫 | 吉田徹、大下久馬 丸山修二、齊藤格 中村路之將、澀谷一彥、長谷川早紀            | 8月31日       |
| 第22話 |          | 門前的男人……。         | 森田真由美 | 黑澤守                | 松井信太郎、 前園文夫 | 山縣、高橋信也、瀨尾康博 Go Yu-il、Park Jae-seok、Kim Hyeon-gyeong Shin Seong-min、Cho Mi-jeong、Han Seung-jin                                                 | 大下久馬、丸山修二 江本正弘、Park Gi-deok                                     | 9月7日        |
| 第23話 |          | 警笛                   | 高岛雄哉   | 龟井隆                | 龟井隆                | KIM HEE-GANG、山縣、赵越、 刘婷、晓伟、麻糬、大树、箱子 | LEE MIN-BAE、大下久马 齐藤格、中村路之将                                      | 9月14日       |
| 第24話 |          | 星空的摇篮曲……。       | 高岛雄哉   | 寺田和男              | 蟹久保朱真            | 吉村昌輝、瀬尾康博、 Sin seong-min、Go yu-il、Park jae-seok Kim hyeon-gyeong、Jo mi-jeong                                                                      | 大下久馬、長谷川早紀 丸山修二、江本正弘、山縣 高橋信也、Park Gi-deok          | 9月21日       |
| 第25話 |          | 充滿想像力的男人♪      | 高岛雄哉   | 寺田和男、 中村路之将 | 中島大輔、 龜井隆     | 吉村昌輝、涉谷一彦、 瀬尾康博、興村忠美、 八木元喜、趙越、劉婷、楊暁偉、 麻糬、大樹、箱子、Woo Geum-yeong、 LEE MIN-BAE、KIM HEE-GANG                          | 杉野昭夫、大下久馬 長谷川早紀、中村路之将 江本正弘、山縣 齊藤格、Park Gi-deok | 9月28日       |

### 播映平台
| 播放地區         | 播放平台         | 播放日期              | 播放時間              | 備註                          |
| ---------------- | ---------------- | --------------------- | --------------------- | ----------------------------- |
| Disney+ 服務地區 | Disney+ 服務地區 | 2024年4月7日－9月29日 | 星期日 00:25（UTC+8） | [ 4 ]                         |
| 美國             | hulu             | 2024年4月7日－9月29日 | 星期日 00:25（UTC+8） | 同時在「Hulu on Disney+」播放 |

### BD
| 卷數 | 發行日期       | 收錄話數        | 規格編號   |
| ---- | -------------- | --------------- | ---------- |
| 1    | 2024年9月25日  | 第1話 - 第7話   | VPXY-75184 |
| 2    | 2024年12月25日 | 第8話 - 第13話  | VPXY-75185 |
| 3    | 2025年3月26日  | 第14話 - 第19話 | VPXY-75186 |
| 4    | 2025年6月25日  | 第20話 - 第25話 | VPXY-75187 |

## 電影

### 第一部

#### 演員
- 佐藤明／寓言：岡田准一（台灣配音：宋克軍）
- 佐藤洋子：木村文乃
- 清水岬：山本美月
- 帽衫：福士蒼汰（台灣配音：黃天佑）
- 小島：柳樂優彌（台灣配音：孫誠）
- 砂川：向井理（台灣配音：黃天佑）
- CORD：木村了（台灣配音：宋克軍）
- 小黑：井之脇海（台灣配音：孫誠）
- 貝沼悦司：井下好井（台灣配音：黃天佑）
- 砂川部下：加藤虎之介（台灣配音：宋克軍）
- 松沢：粟島瑞丸（台灣配音：孫誠）
- 酒吧老板：六角精児（台灣配音：宋克軍）
- 鐵板燒店老板：師師岡（台灣配音：符爽）
- 河合裕樹：藤森慎吾（台灣配音：孫誠）
- Jackall富岡：宮川大輔（台灣配音：孫誠）
- 田高田：佐藤二郎（台灣配音：孫誠）
- 濱田：光石研（台灣配音：符爽）
- 海老原：安田顯（台灣配音：康殿宏）
- BOSS：佐藤浩市（台灣配音：符爽）

#### 製作人員
- 原作：南勝久（日语：南勝久）《殺手寓言》
- 導演：江口カン（日语：江口カン）
- 編劇：渡辺雄介（日语：渡辺雄介）
- 配樂：GRAND FUNK
- 主題歌：Lady Gaga - <Born this way>[5]
- 發行：松竹
- 製作：《殺手寓言》製作委員會

### 第二部

#### 演員
- 佐藤明／寓言：岡田准一（台灣配音：梁興昌）
- 佐藤洋子：木村文乃（台灣配音：楊詩穎）
- 佐羽雛子：平手友梨奈（台灣配音：邱涵菲）
- 鈴木：安藤政信（台灣配音：宋昱璁）
- 井崎：黑瀬純（台灣配音：孫誠）
- 貝沼：井下好井（台灣配音：孟慶府）
- 小愛：橋本愛實（台灣配音：張乃文）
- Jackall富岡：宮川大輔（台灣配音：孫誠）
- 清水岬：山本美月（台灣配音：張乃文）
- 田高田：佐藤二朗（台灣配音：陳幼文）
- 小黑：井之脇海（台灣配音：孟慶府）
- 海老原：安田顯（台灣配音：陳幼文）
- 老大：佐藤浩市（台灣配音：宋克軍）
- 宇津帆：堤真一（台灣配音：宋克軍）

#### 製作人員
- 原作：南勝久（日语：南勝久）《殺手寓言：殺手不殺人》
- 導演：江口カン（日语：江口カン）
- 編劇：山浦雅大（日语：山浦雅大）、江口カン
- 配樂：GRAND FUNK
- 主題歌：女神卡卡&雅瑞安娜·格蘭德「Rain On Me」
- 發行：松竹
- 製作：《殺手寓言》製作委員會

## 外部連結
- （日語）《殺手寓言》漫畫官方網站
- （日語）電影《殺手寓言》官方網站
- 電影的X（前Twitter）